# Monnina soukupiana
Monnina soukupiana är en jungfrulinsväxtart som beskrevs av Ramón Alejandro Ferreyra. Monnina soukupiana ingår i släktet Monnina och familjen jungfrulinsväxter. Inga underarter finns listade i Catalogue of Life.